# Coupe des nations de rink hockey 1921
Navigation
Coupe des nations 1922
La Coupe des nations de rink hockey 1921 est la 1re édition de la compétition. La coupe se déroule en mars 1921 à Montreux.

## Déroulement
La compétition oppose les équipes de Montreux et de Stuttgart sur trois matchs voyant l'équipe Suisse remporter les trois rencontres.

## Résultat
| Match | Équipe      | Résultat | Équipe       |
| ----- | ----------- | -------- | ------------ |
| 1º    | Montreux HC | 7-1      | Estugarda RC |
| 2º    | Montreux HC | 3-1      | Estugarda RC |
| 3º    | Montreux HC | 2-0      | Estugarda RC |
|       |             |          |              |
| Tot   | Montreux HC | 12-2     | Estugarda RC |

## Classement final
| Vainqueur du tournoi de Montreux 1921 |
| ------------------------------------- |
| Montreux HC 1°                        |